# Мегуми Камионобе
Мегуми Камионобе (јап. 上尾野辺 めぐみ; 15. март 1986) јапанска је фудбалерка.

## Репрезентација
За репрезентацију Јапана дебитовала је 2009. године. Са репрезентацијом Јапана наступала је на два Светска првенства (2011. и 2015). За тај тим одиграла је 34 утакмице и постигла је 2 гола.

## Статистика
| Јапан  | Јапан | Јапан |
| Год.   | Ута.  | Гол.  |
| ------ | ----- | ----- |
| 2009   | 1     | 0     |
| 2010   | 10    | 1     |
| 2011   | 6     | 1     |
| 2012   | 1     | 0     |
| 2013   | 5     | 0     |
| 2014   | 4     | 0     |
| 2015   | 5     | 0     |
| 2016   | 2     | 0     |
| Укупно | 34    | 2     |